# Wnętrzniaczkowate
Wnętrzniaczkowate (Gastrosporiaceae Pilát) – rodzina z rzędu sromotnikowców (Phallales). W Polsce występuje jeden gatunek.

## Systematyka i nazewnictwo
Pozycja w klasyfikacji według Index Fungorum: Phallales, Phallomycetidae, Agaricomycetes, Agaricomycotina, Basidiomycota, Fungi.
Rodzinę tę do taksonomii grzybów wprowadził Albert Pilát w 1934 r. Jest to takson monotypowy zawierający tylko jeden rodzaj Gastrosporium Mattir. 1903 r.
Gatunki:
- Gastrosporium asiaticum Dörfelt & Bumžaa 1986
- Gastrosporium gossypinum T. Kasuya, S. Hanawa & K. Hosaka 2020
- Gastrosporium simplex Mattir. 1903 – wnętrzniaczek podziemny

Wykaz gatunków na podstawie Index Fungorum. Nazwy polskie według W. Wojewody z 2003 r.